# Puntos de Lagrange

Curvas de potencial en un sistema de dos cuerpos (aquí el Sol y la Tierra), mostrando los cinco puntos de Lagrange. Las flechas señalan la dirección de aumento de potencial alrededor de los puntos L – acercándose o alejándose de ellos. Contra la intuición, los puntos L_{4} y L_{5} son mínimos.

Los puntos de Lagrange, también denominados puntos L o puntos de libración, son las cinco posiciones en un sistema orbital donde un objeto pequeño, solo afectado por la gravedad, puede estar teóricamente estacionario respecto a dos objetos más grandes, como es el caso de un satélite artificial con respecto a la Tierra y la Luna. Los puntos de Lagrange marcan las posiciones donde la atracción gravitatoria combinada de las dos masas grandes proporciona la fuerza centrípeta necesaria para rotar sincrónicamente con la menor de ellas. Son análogos a las órbitas geosincrónicas que permiten a un objeto estar en una posición «fija» en el espacio en lugar de en una órbita en que su posición relativa cambia continuamente. 
Una definición más precisa pero técnica es que los puntos de Lagrange son las soluciones estacionarias del problema de los tres cuerpos restringido a órbitas circulares. Si, por ejemplo, se tienen dos cuerpos grandes en órbita circular alrededor de su centro de masas común, hay cinco posiciones en el espacio donde un tercer cuerpo, de masa despreciable frente a la de los otros dos, puede estar situado y mantener su posición relativa respecto a los dos cuerpos grandes. Visto desde un sistema de referencia giratorio que rota con el mismo período que los dos cuerpos coorbitales, el campo gravitatorio de dos cuerpos grandes combinado con la fuerza centrífuga se compensa en los puntos de Lagrange, permitiendo al tercer cuerpo mantenerse estacionario con respecto a los dos primeros.

## Historia y conceptos
Los tres puntos de Lagrange colineales (L1, L2, L3) fueron descubiertos por Leonhard Euler alrededor de 1750, una década antes de que Joseph-Louis Lagrange descubriera los dos restantes. En 1772, el matemático italofrancés Joseph-Louis Lagrange estaba trabajando en el célebre problema de los tres cuerpos cuando descubrió una interesante peculiaridad. Originalmente, trataba de descubrir una manera de calcular fácilmente la interacción gravitatoria de un número arbitrario de cuerpos en un sistema. La mecánica newtoniana determina que un sistema así gira caóticamente hasta que, o bien se produce una colisión, o alguno de los cuerpos es expulsado del sistema y se logra el equilibrio mecánico. Es muy fácil de resolver el caso de dos cuerpos que orbitan alrededor del centro común de gravedad. Sin embargo, si se introduce un tercer cuerpo, o más, los cálculos matemáticos son muy complicados, al ser una situación en la que se tendría que calcular la suma de todas las interacciones gravitatorias sobre cada objeto en cada punto a lo largo de su trayectoria. 
Sin embargo, Lagrange quería hacer esto más sencillo, y lo logró mediante una simple hipótesis: La trayectoria de un objeto se determina encontrando un camino que minimice la acción con el tiempo. Esto se calcula substrayendo la energía potencial de la energía cinética. Desarrollando esta hipótesis, Lagrange reformuló la mecánica clásica de Newton para dar lugar a la mecánica lagrangiana. Con su nueva forma de calcular, el trabajo de Lagrange lo llevó a plantear la hipótesis de un tercer cuerpo de masa despreciable en órbita alrededor de dos cuerpos más grandes que ya estuvieran girando a su vez en órbita cuasi circular. En un sistema de referencia que gira con los cuerpos mayores, encontró cinco puntos fijos específicos en los que el tercer cuerpo, al seguir la órbita de los de mayor masa, se halla sometido a fuerza cero. Estos puntos fueron llamados puntos de Lagrange en su honor. 
En el caso más general de órbitas elípticas no hay ya puntos estacionarios sino que más bien se trata de un «área» de Lagrange. Los puntos de Lagrange sucesivos, considerando órbitas circulares en cada instante, forman órbitas elípticas estacionarias, geométricamente semejantes a la órbita de los cuerpos mayores. Esto se debe a la segunda ley de Newton ({\displaystyle d\mathbf {p} /dt=\mathbf {F} }), dónde p = mv (p es la cantidad de movimiento, m la masa y v la velocidad). p es un invariante si la fuerza y posición se multiplican por un mismo factor. Un cuerpo en un punto de Lagrange orbita con el mismo período que los dos cuerpos grandes en el caso circular, implicando, como sucede, que tienen la misma proporción entre fuerza gravitatoria y distancia radial. Este hecho es independiente de la circularidad de las órbitas e implica que las órbitas elípticas descritas por los puntos de Lagrange son soluciones de la ecuación de movimiento del tercer cuerpo.

## Complicaciones a las leyes de Kepler
Tanto la Tierra como el Sol se influencian mutuamente a través de sus fuerzas gravitacionales. Esto hace que, si bien el Sol causa mareas sobre la Tierra, esta a su vez causa perturbaciones en el movimiento del Sol. De hecho ambos cuerpos (el sistema Sol-Tierra) se mueven alrededor del punto llamado centro de masas o baricentro, que está ubicado cerca del centro del Sol debido a la diferente masa de ambos cuerpos y la muchísimo mayor influencia del Sol debido a su masa. En el caso del sistema Sol-Júpiter, el baricentro se encuentra cerca de la superficie solar. Por otra parte, debido a que la masa de un satélite artificial es insignificante respecto de los cuerpos mencionados, su masa no tiene influencia significativa sobre el baricentro de los tres.
Las leyes de Kepler describen de forma simple el comportamiento de dos cuerpos que orbitan uno alrededor del otro. La tercera ley que dice que el cuadrado de su período orbital (tiempo que tarda en dar una vuelta alrededor del Sol) es directamente proporcional al cubo de la distancia media con el Sol. Por esta razón, el aumento del radio da lugar a un incremento del período orbital, por tanto, dos cuerpos situados a diferentes distancias del Sol nunca tendrán un movimiento sincronizado.
Las simplicidades de las leyes de Kepler no son válidas si se tienen en cuenta las interacciones de varios cuerpos en lugar de dos o tres, como sucede en el sistema solar. Incluso si se considerara solo un grupo de tres, el Sol, la Tierra y un satélite artificial, las predicciones se complican. Así, un satélite situado en la línea Sol-Tierra y entre ellos debería tener un periodo orbital menor de un año, pero si está a la distancia de 1.5 millones de km de la Tierra, en lo que luego se llamará L1, la atracción de la Tierra disminuye la atracción solar y su periodo es el mismo que el de la Tierra. Menor distancia no significa menor periodo.

## Los puntos de Lagrange

Diagrama que muestra los cinco puntos de Lagrange en un sistema de dos-cuerpos de masa muy diferente (por ejemplo el Sol y la Tierra). En un sistema así, L_{4}–L_{5} parece que giran en la misma órbita que el cuerpo segundo, aunque de hecho lo hace ligeramente más alejado del primero.

Los cinco puntos lagrangianos se llaman y definen como sigue: 

### El punto L1
El punto L1 está entre las dos masas grandes M1 y M2 en la recta que las une. Es el más intuitivo de los puntos de Lagrange, aquel en que las atracciones opuestas de los dos cuerpos mayores se compensan.
- Ejemplo: un objeto que orbite alrededor del Sol más cerca que la Tierra tendría un período orbital más corto que la Tierra porque su velocidad angular sería mayor que la de la Tierra; pero eso ignora el efecto de atracción gravitatoria de la Tierra. Si el objeto está directamente entre la Tierra y el Sol, entonces el efecto de la gravedad de la Tierra es el de debilitar la fuerza que tira del objeto hacia el Sol y, por lo tanto para que se mantenga la trayectoria orbital se ha de disminuir la velocidad angular y aumenta el período orbital del objeto. Cuanto más cerca está el objeto de la Tierra, mayor es este efecto. En el punto L1, el período orbital del objeto y su velocidad angular son precisamente iguales a los de la Tierra. Este punto se encuentra a 1 502 000 km de la tierra.[4]

El punto L1 del sistema Sol-Tierra es ideal para hacer observaciones del Sol. Los objetos aquí situados nunca son eclipsados por la Tierra o la Luna. La sonda espacial Observatorio Solar y de la Helioesfera (SOHO) está estacionada en el punto L1, y el satélite Advanced Composition Explorer (ACE) está en una órbita Lissajous alrededor también del punto L1. El punto L1 del sistema Tierra-Luna permite un acceso fácil a la órbita lunar y de la Tierra con un mínimo cambio de velocidad, delta-v, y sería ideal para una estación espacial tripulada situada a medio camino pensada para ayudar al transporte de carga y personal hacia y desde la Luna.

### El punto L2

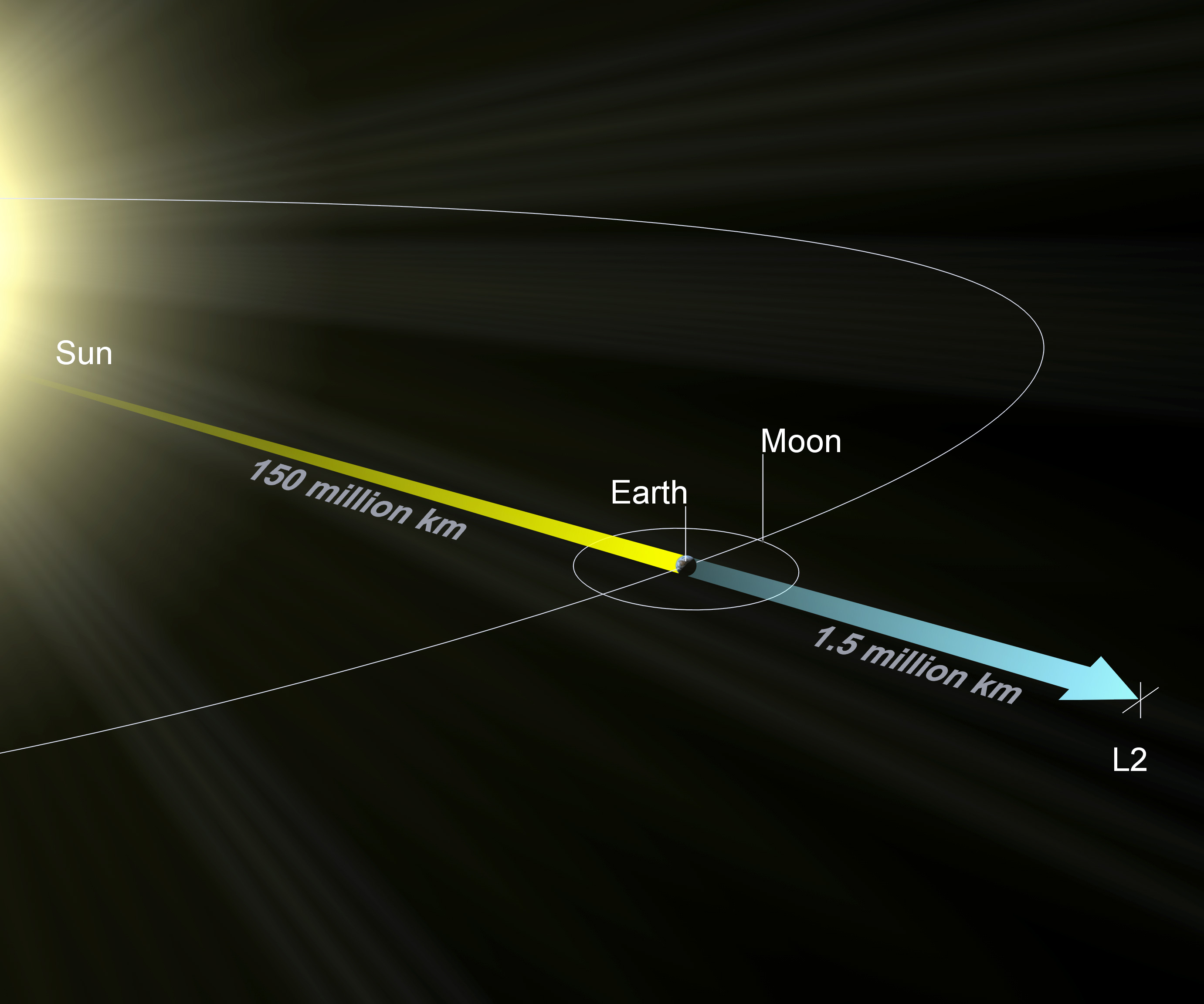
Diagrama del sistema Sol-Tierra, que muestra el punto L_{2}, más alejado que la órbita lunar.

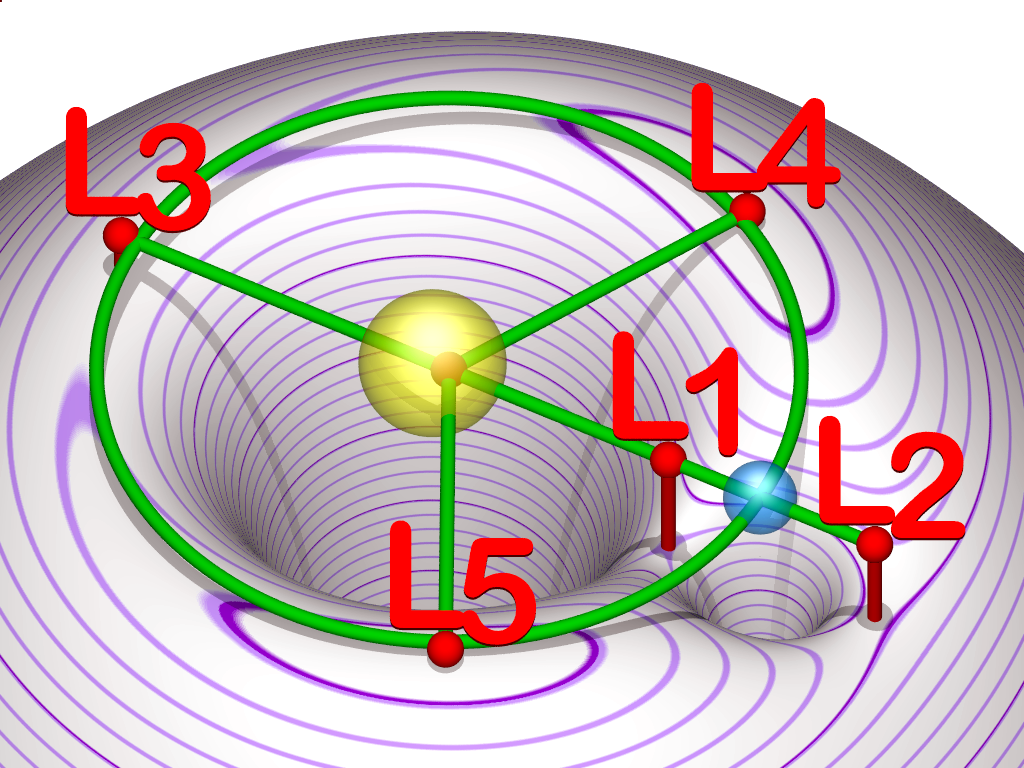
Visualiación de la relación entre los puntos de Lagrange (rojo) de un planeta (azul) orbitando una estrella (amarilla) en dirección contraria a la del reloj, y el potencial efectivo en el plano que contiene la orbita (modelo de hoja de goma gris con contornos púrpuras de igual potencial).
Clicar para animación.

El punto L2 está en la línea definida por las dos masas grandes M1 y M2, y más allá de la más pequeña de las dos. En él, la atracción gravitatoria de los dos cuerpos mayores compensa la fuerza centrífuga causada por el menor.
- Ejemplo: un objeto que orbite el Sol más lejos que la Tierra tendría un período orbital más largo y una velocidad angular menor que los de la Tierra. La fuerza adicional de la gravedad de la Tierra hace disminuir el período orbital del objeto propiciando una velocidad angular mayor, y precisamente el punto L2 es aquel en que el período orbital y la velocidad angular son iguales a los de la Tierra.

El punto L2 del sistema Sol-Tierra es un buen punto para los observatorios espaciales, porque un objeto alrededor de L2 mantendrá la misma orientación con respecto al Sol y la Tierra, y la calibración y blindaje son más sencillos. El Wilkinson Microwave Anisotropy Probe (WMAP), así como el Observatorio Espacial Herschel ya están en órbita alrededor del punto L2 del sistema Sol-Tierra. El telescopio espacial James Webb también se sitúa en el punto L2 del sistema Sol-Tierra. El punto L2 del sistema Tierra-Luna sería una buena localización para un satélite de comunicaciones que cubriera la cara oculta de la Luna.
Si M2 es mucho más pequeño que M1, entonces L1 y L2 están a distancias aproximadamente iguales r de M2, igual al radio de la esfera de Hill, dado por: 

{\displaystyle r\approx R{\sqrt[{3}]{\frac {M_{2}}{3M_{1}}}}}

donde R es la distancia entre los dos cuerpos. 
Esta distancia puede describirse como aquella en la que el período orbital correspondiente a una órbita circular con esta distancia alrededor de M2 y en ausencia de M1, es el tiempo que tarda en girar M2 alrededor de M1, dividido por {\displaystyle {\sqrt[{3}]{3}}\approx 1,44}. 
Ejemplos: 
- Sistema Sol y Tierra: 1 500 000 km de la Tierra
- Sistema Tierra y Luna: 61 500 km de la Luna

### El punto L3
El punto L3 está en la línea definida por las dos masas grandes M1 y M2, y más allá de la mayor de las dos. 
- Ejemplo: el punto L3 en el sistema de Sol-Tierra está en el lado opuesto del Sol, un poco más cerca del Sol que la propia Tierra. Esta aparente contradicción se explica porque el Sol está también afectado por la gravedad terrestre, y así gira en torno al centro de masas común o baricentro que, no obstante, se encuentra dentro del Sol. En L3 la fuerza gravitatoria combinada de la Tierra y del Sol hace que el objeto orbite con el mismo período que la Tierra. El punto L3 en el sistema de Sol–Tierra fue un lugar popular utilizado para ubicar una «Contra-Tierra», en libros de ciencia ficción o en cómics; aunque la observación directa por sondas y satélites demostró luego su inexistencia. En la realidad, L3 en el sistema Sol-Tierra es muy inestable, pues las fuerzas gravitatorias de los demás planetas pueden llegar a superar a la de la Tierra, (Venus, por ejemplo, pasa a 0.3 AU de L3 cada veinte meses).

### Los puntos L4y L5

Acciones gravitatorias en L_{4}.

El punto L4 y el punto L5 están en los vértices de triángulos equiláteros cuya base común es la recta que une las dos masas, de forma que el punto L4 precede al cuerpo pequeño un ángulo de 60° visto desde la masa grande, mientras que L5 gira detrás del cuerpo pequeño, aunque con radio mayor que este, con un retraso de 60° visto a su vez desde el cuerpo grande. Estos puntos, así como el cuerpo menor de masa M2, no giran sobre el cuerpo grande, sino sobre el baricentro de ambos cuerpos marcado como b en la figura. El cuerpo grande también gira sobre b con un radio r1
El radio {\displaystyle r} de la órbita común a los puntos L4 y L5 puede deducirse de la figura mediante razonamientos geométricos:
Teniendo en cuenta que los radios de las órbitas de los cuerpos grandes {\displaystyle r_{1}} y {\displaystyle r_{2}} están en relación inversa de sus masas: {\displaystyle {\frac {r_{1}}{r_{2}}}={\frac {M_{2}}{M_{1}}}=\gamma }, se resuelve el triángulo formado por L4, b y el centro de masa del cuerpo menor; resultando en la relación {\displaystyle r^{2}=r_{1}^{2}+r_{1}r_{2}+r_{2}^{2}}.
| Demostración |
| Usaremos la figura adjunta que bosqueja la situación geométrica de la imagen anterior. Aquí, P y Q son los centros de masa respectivos de los cuerpos mayor y menor, mientras que B es el centro de gravedad del sistema alrededor del cual rotan los tres objetos. Puesto que los triángulos GBQ y FPB son equiláteros, el cuadrilátero LGBF es paralelogramo y por tanto LG también mide r1. Se aplicamos entonces ley de cosenos en el triángulo LBQ con respecto al ángulo LQB=60° para obtener: {\displaystyle LB^{2}=BQ^{2}+LQ^{2}-2\,BQ\,LQ\cos 60^{\circ }} que corresponde a: {\displaystyle r^{2}=r_{2}^{2}+(r_{1}+r_{2})^{2}-2r_{2}(r_{1}+r_{2})\cos 60^{\circ }} {\displaystyle r^{2}=r_{2}^{2}+r_{1}^{2}+2r_{1}r_{2}+r_{2}^{2}-(2r_{1}r_{2}+2r_{2}^{2})/2} puesto que {\displaystyle \cos 60^{\circ }={\frac {1}{2}}}. Realizando la simplificación arroja el resultado deseado: {\displaystyle r^{2}=r_{1}^{2}+r_{1}r_{2}+r_{2}^{2}}. |

Expresando el resultado en función de {\displaystyle \gamma } resulta:

{\displaystyle r=r_{2}\cdot {\sqrt {\gamma ^{2}+\gamma +1}}}

| Demostración |
| Puesto que {\displaystyle \gamma ={\frac {r_{1}}{r_{2}}}}, entonces {\displaystyle r_{1}=\gamma r_{2}\,}. Realizamos la sustitución en {\displaystyle r^{2}=r_{1}^{2}+r_{1}r_{2}+r_{2}^{2}}. da como resultado {\displaystyle r^{2}=(\gamma r_{2})^{2}+(\gamma r_{2})r_{2}+r_{2}^{2}}. El lado derecho tiene factor común {\displaystyle r_{2}^{2}} y así {\displaystyle r^{2}=r_{2}^{2}(\gamma ^{2}+\gamma +1)}. Finalmente, se aplica la raíz cuadrada a ambos lados de la expresión para concluir {\displaystyle r=r_{2}{\sqrt {\gamma ^{2}+\gamma +1}}}. |

Este radio, como se aprecia en la figura es generalmente mayor que el radio {\displaystyle r_{2}} del cuerpo pequeño porque {\displaystyle \gamma ^{2}+\gamma +1>1\,} y por tanto el radical que multiplica tiene también un valor mayor a uno.
El ángulo de precesión verdadero de L4, es decir el ángulo que forma L4con el cuerpo pequeño visto desde el centro de giro b, también puede calcularse con procedimientos geométricos, obteniéndose:  {\displaystyle \alpha =\arctan \left({\sqrt {3}}\left({\frac {1+\gamma }{1-\gamma }}\right)\right)}.
| Demostración |
| Retomando el esquema geométrico, trazamos la altura del triángulo LBQ que pasa por L. Como se señaló antes, {\displaystyle \gamma ={\frac {r_{1}}{r_{2}}}} por lo que {\displaystyle r_{1}=\gamma r_{2}\,} y por tanto {\displaystyle r_{1}+r_{2}=\gamma r_{2}+r_{2}=r_{2}(\gamma +1)\,}. Las relaciones trigonométricas del triángulo rectángulo LBQ implican {\displaystyle LT=(r_{1}+r_{2})\sin 60^{\circ }=r_{2}(\gamma +1){\frac {\sqrt {3}}{2}}}, {\displaystyle TQ=(r_{1}+r_{2})\cos 60^{\circ }=r_{2}(\gamma +1)\cdot {\frac {1}{2}}}. Ahora en el triángulo rectángulo LBT: {\displaystyle \tan \alpha ={\frac {LT}{BT}}={\frac {LT}{r_{2}-TQ}}}. Y sustituyendo las expresiones halladas resulta en {\displaystyle \tan \alpha ={\frac {r_{2}(\gamma +1){\frac {\sqrt {3}}{2}}}{r_{2}-r_{2}(\gamma +1)\cdot {\frac {1}{2}}}}} {\displaystyle \tan \alpha ={\frac {r_{2}(\gamma +1){\frac {\sqrt {3}}{2}}}{r_{2}\left(1-{\frac {\gamma +1}{2}}\right)}}} {\displaystyle \tan \alpha ={\frac {r_{2}(\gamma +1){\frac {\sqrt {3}}{2}}}{r_{2}\left({\frac {1-\gamma }{2}}\right)}}} y tras cancelar términos en el numerador y denominador, se obtiene {\displaystyle \tan \alpha ={\sqrt {3}}\left({\frac {1+\gamma }{1-\gamma }}\right)}. |

Ejemplos:
- Para el sistema Tierra-Luna tenemos.

Distancia Tierra-Luna: d = r1 + r2 = 3.844 × 108 m
Masa Tierra: M1 = 5.974 × 1024 kg
Masa Luna: M2 = 7.35 × 1022 kg
Valor de γ = M2/M1 = 12.30 × 10−3
Entonces, como:

{\displaystyle \gamma ={\frac {r_{1}}{r_{2}}}},

{\displaystyle d=r_{1}+r_{2}=r_{2}\gamma +r_{2}=r_{2}(\gamma +1)\,}

se tiene:

{\displaystyle r_{2}={\frac {d}{1+\gamma }}=3.7972\times 10^{8}m}.

{\displaystyle r_{1}=d-r_{2}=4.6719\times 10^{6}m}

Con estos datos y la fórmula anterior se evalúa:

{\displaystyle r={\sqrt {r_{1}^{2}+r_{1}r_{2}+r_{2}^{2}}}=3.8208\times 10^{8}m}

Para α, usando la otra fórmula, se tiene: α = 60.6067º
Es decir; la órbita común de L4 y L5 excede a la de la Luna en 2360 km y dichos puntos forman con ella ángulos de 60°18′22″ con respecto al baricentro b del sistema
- Si M1 = M2, caso de las estrellas dobles simétricas, el parámetro gamma se hace igual a uno.

En estas condiciones las dos masas ocupan una órbita común, el ángulo α aumenta hasta 90° y el radio de la órbita de L4 y L5 se hace igual al radio de la órbita común de las estrellas multiplicado por la raíz de 3. Este radio coincide con la altura del triángulo equilátero cuya base coincide con la distancia entre las estrellas.
La razón de que estos puntos estén en equilibrio es que el punto L4 y el punto L5 están a la misma distancia de las dos masas. Por ello, las fuerzas gravitatoria de los dos cuerpos están en la misma relación que sus masas respectivas, y la fuerza resultante actúa a través del baricentro del sistema; además, la geometría de triángulo hace que la aceleración resultante esté a la distancia del baricentro en la misma proporción que para los dos cuerpos mayores. Y siendo el baricentro centro de masas y centro de rotación del sistema, esta fuerza resultante es exactamente la que se requiere para mantener un cuerpo en el punto de Lagrange en equilibrio con el resto del sistema. 
L4 y L5 son llamados a veces «puntos triangulares de Lagrange» o «puntos troyanos». El nombre de «puntos troyanos» viene de los asteroides troyanos del sistema Sol-Júpiter, nombrados según personajes de la Ilíada de Homero —la legendaria guerra de Troya—. Los asteroides del punto L4, que preceden a Júpiter, son el «campamento griego», los «griegos», mientras que los del punto L5 son el «campamento troyano». Los nombres están extraídos de personajes de la Ilíada. 
Ejemplos:
- Los puntos L4 y L5 del sistema Sol-Tierra solo contienen polvo interplanetario y el asteroide troyano terrestre 2010 TK7.
- Los puntos L4 y L5 del sistema Tierra-Luna cuya ubicación se ha calculado antes, contienen polvo interplanetario, las llamadas nubes de Kordylewski.
- Los puntos L4 y L5 del sistema Sol-Júpiter están ocupados por los asteroides troyanos.
- Neptuno tiene objetos Troyanos del cinturón de Kuiper en sus puntos L4 y L5.
- La luna de Saturno Tetis tiene dos satélite más pequeños en sus puntos L4 y L5, de nombre Telesto y Calipso, respectivamente.
- La luna de Saturno Dione tiene lunas menores, Helena y Pollux, en sus puntos L4 y L5, respectivamente.
- La hipótesis del gran impacto sugiere que un objeto (Theia) se formó en L4 o L5 y se estrelló contra la Tierra al entrar en órbita inestable, dando origen así a la Luna.

## Estabilidad
Los primeros tres puntos de Lagrange son técnicamente estables solo en el plano perpendicular a la línea entre los dos cuerpos. Esto puede verse más fácilmente considerando el punto L1. Una masa de prueba desplazada perpendicularmente de la línea central sentiría una fuerza atrayéndola hacia el punto de equilibrio. Esto es así porque las componentes laterales de la gravedad de las dos masas se suman para producir esta fuerza, mientras que las componentes a lo largo del eje se anulan. Sin embargo, si un objeto situado en el punto L1 fuera llevado hacia una de las masas, la atracción gravitatoria que siente por esa masa sería más grande, y sería atraído hacia ella (el modelo es muy similar al de la fuerza de marea).
Aunque los puntos L1, L2 y L3 son nominalmente inestables, resulta que es posible encontrar órbitas periódicas estables alrededor de estos puntos, por lo menos en el problema restringido de los tres-cuerpos. Estas órbitas perfectamente periódicas, denominadas órbitas de «halo», no existen en un sistema dinámico de n-cuerpos como el sistema solar. Sin embargo, sí existen las órbitas Lissajous cuasi-periódicas, y son las órbitas que se han usado en todas las misiones espaciales a los puntos de libración. Aunque las órbitas no son perfectamente estables, un esfuerzo relativamente modesto lo mantiene en la órbita Lissajous durante un largo período. También resulta útil en el caso del punto L1 del sistema Sol-Tierra poner la nave espacial en una órbita Lissajous de amplitud grande (100 000–200 000 km) en lugar de estacionarlo en el punto de la libración, porque esto mantiene la nave espacial fuera de la línea del Sol-Tierra directa y por eso reduce las interferencias solares en las comunicaciones de la Tierra con la nave espacial.
Otra propiedad útil e interesante de los puntos de equilibrio colineales y sus órbitas de Lissajous asociadas es que ellos sirven como puertas de acceso para controlar las trayectorias caóticas de una red de transporte interplanetario.
En contraste con la inestabilidad de los puntos colineales, los puntos triangulares (L4 y L5) tienen un equilibrio estable (ver atractor), con tal de que la razón de las masas M1/M2 sea > 24.96. Este es el caso para los sistemas Sol/Tierra y Tierra/Luna, aunque por un margen menor en el último caso. Cuando un cuerpo en estos puntos es perturbado y se mueve fuera del punto, actúa un efecto Coriolis que lo devuelve al punto.

## Valores del sistema solar
Esta tabla muestra valores para L1, L2 y L3 dentro del sistema solar. Los cálculos suponen que los dos cuerpos orbitan en un círculo perfecto con separación igual al semieje mayor (SEM) y no hay otros cuerpos cercanos. Las distancias se miden desde el centro de masa del cuerpo más grande con L3 mostrando una ubicación negativa. Las columnas de porcentaje muestran cómo las distancias se comparan con el eje semimajor. Por ejemplo: Para la Luna, L1 se encuentra a 326 400 km del centro de la Tierra, que es 84.9 % de la distancia Tierra-Luna o 15.1 % delante de la Luna; L2 se encuentra a 448 900 km del centro de la Tierra, que es el 116.8 % de la distancia Tierra-Luna o 16.8 % más allá de la Luna; y L3 se encuentra a −381 600 km del centro de la Tierra, que es 99.3 % de la distancia Tierra-Luna o 0.7084 % delante de la posición «negativa» de la Luna. El valor de L3 por ciento se ha aumentado en 100.
| Pareja de cuerpos | Semieje mayor (SEM) km | L1 km        | L1 / SEM-1 % | L2 km        | L2 / SEM-1 % | L3 km         | (1 + L3/SEM)×100 % |
| ----------------- | ---------------------- | ------------ | ------------ | ------------ | ------------ | ------------- | ------------------ |
| Tierra-Luna       | 3.8440 × 105           | 3.2639 × 105 | 15.0900      | 4.4890 × 105 | 16.7800      | −3.8168 × 105 | 0.7084             |
| Sol-Mercurio      | 5.7909 × 107           | 5.7689 × 107 | 0.3806       | 5.813 × 107  | 0.3815       | −5.7909 × 107 | 0.0009683          |
| Sol-Venus         | 1.0821 × 108           | 1.0720 × 108 | 0.9315       | 1.0922 × 108 | 0.9373       | −1.0821 × 108 | 0.01428            |
| Sol-Tierra        | 1.4960 × 108           | 1.4811 × 108 | 0.9970       | 1.5110 × 108 | 1.0040       | −1.4960 × 108 | 0.01752            |
| Sol-Marte         | 2.2794 × 108           | 2.2686 × 108 | 0.4748       | 2.2903 × 108 | 0.4763       | −2.2794 × 108 | 0.001882           |
| Sol-Júpiter       | 7.7834 × 108           | 7.2645 × 108 | 6.6670       | 8.3265 × 108 | 6.9780       | −7.7791 × 108 | 5.5630             |
| Sol-Saturno       | 1.4267 × 109           | 1.3625 × 109 | 4.4960       | 1.4928 × 109 | 4.6350       | −1.4264 × 109 | 1.6670             |
| Sol-Urano         | 2.8707 × 109           | 2.8011 × 109 | 2.4210       | 2.9413 × 109 | 2.4610       | −2.8706 × 109 | 0.2546             |
| Sol-Neptuno       | 4.4984 × 109           | 4.3834 × 109 | 2.5570       | 4.6154 × 109 | 2.6020       | −4.4983 × 109 | 0.3004             |

## Las misiones espaciales en los puntos de libración
Las órbitas en los puntos de libración tienen características únicas que las convierten en una opción buena para ubicar algunos tipos de misiones. La NASA ha enviado varias naves espaciales a los puntos L1 y L2 del sistema Sol-Tierra:
| Misión                                             | Punto de Libración |
| -------------------------------------------------- | ------------------ |
| GRAIL (Gravity Recovery and Interior Laboratory)   | L1                 |
| Advanced Composition Explorer (ACE)                | L1                 |
| Deep Space Climate Observatory (DSCOVR)            | L1                 |
| Génesis                                            | L1                 |
| International Cometary Explorer (ISEE-3)           | L1                 |
| Observatorio Solar Helioesférico (SOHO)            | L1                 |
| Wilkinson Microwave Anisotropy Probe (WMAP) (NASA) | L2                 |
| Observatorio Planck (ESA)                          | L2                 |
| Telescopio espacial James Webb (NASA)              | L2                 |

La Sociedad de L5 es un precursor de la Sociedad Espacial Nacional, y promovió la posibilidad de establecer una colonia en los puntos alrededor del L4 o L5 del sistema de Tierra Luna (ver colonización espacial y colonización de los puntos de Lagrange).

## Los ejemplos naturales

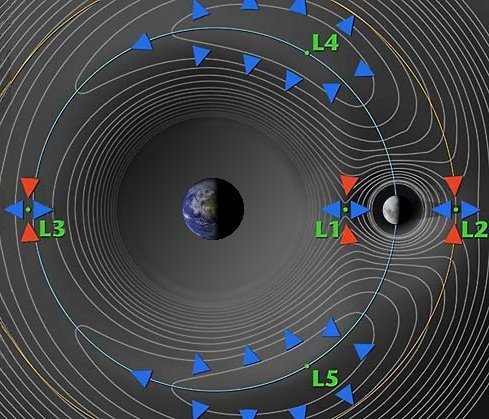
Diagrama del contorno del potencial efectivo de un sistema de dos cuerpos (la Tierra y la Luna), mostrando los 5 puntos de Lagrange.

En el sistema Sol-Júpiter hay varios miles de asteroides, llamados asteroides troyanos, que están en las órbitas alrededor del Sol, en los puntos L4 o L5 del sistema Sol-Júpiter. Pueden encontrarse otros cuerpos en los mismos puntos de los sistemas Sol-Saturno, Sol-Marte, Sol-Neptuno, Júpiter - satélites jovianos, y Saturno - satélites de Saturno. El 2010 TK7 es un troyano del sistema Sol-Tierra, en el punto L4. En los años 1950 se descubrieron nubes de polvo que rodean los puntos L4 y L5. A estas nubes de polvo se las llamó nubes de Kordylewski, y aún más débil el gegenschein, también está presente en el punto L4 y L5 del sistema Tierra-Luna.
La luna de Saturno, Tetis, tiene dos lunas más pequeñas en sus puntos L4 y L5 llamadas Telesto y Calypso. La luna de Saturno Dione también tiene dos satélites lagrangianos coorbitales, Helena en su punto L4 y Pollux en L5. Las lunas oscilan alrededor de los puntos de Lagrange, y Polydeuces tiene las desviaciones más grandes, alejándose hasta 32 grados del punto L5 del sistema Saturno-Dione. Tethys y Dione son centenares de veces más grandes que sus «escoltas» (ver los artículos de las lunas para las dimensiones exactas; en varios casos las masas no son conocidas), y Saturno es mucho más masivo, lo cual hace muy estable el sistema.

### Otros ejemplos coorbitales
La Tierra tiene un compañero (3753) Cruithne que tiene una órbita similar a la de la Tierra. No es un verdadero troyano. Más bien, ocupa una de las dos órbitas solares regulares, una ligeramente más pequeña y rápida que la de la Tierra y la otra ligeramente mayor y más lenta, alternando periódicamente cuando se acerca a la Tierra. Con los acercamientos del asteroide a la Tierra, por el interior de la órbita de la Tierra, toma energía orbital de la Tierra y se mueve en una órbita de energía más grande, más alta. Luego la Tierra alcanza al asteroide, que está en una órbita más grande y por tanto más lenta. Ahora es la Tierra la que toma energía y hace caer al asteroide a una órbita más pequeña, y más rápida y en el futuro será el asteroide el que cogerá a la Tierra para empezar el ciclo nuevamente. Esto no tiene un impacto notable en la longitud del año, porque la Tierra es más de 20 000 millones de veces más masiva que 3753 Cruithne.
Los satélites de Saturno Epimeteo y Jano tienen una relación similar, aunque ellos son de masas similares y realmente intercambian su órbita entre sí periódicamente (Janus es aproximadamente cuatro veces más masivo, pero es suficiente para que su órbita sea alterada). Otra configuración similar conocida como la resonancia orbital hace que los cuerpos tienden a tener períodos que están en relaciones sencillas con otros más grandes debido a su interacción.